# Blue Pearl (Band)
Blue Pearl war ein Techno- und House-Duo, bestehend aus der amerikanischen Sängerin Durga McBroom und dem britischen Musiker Martin Glover (Youth), vormals Bassist bei Killing Joke.

## Biografie
1990 hatte das Duo Blue Pearl seinen größten Erfolg mit Naked in the Rain, das europaweit vordere Plätze der Popcharts belegte, darunter Top-10-Platzierungen in Österreich und England. Mit Platz 5 der Dance Music/Club Play Singles war das Lied auch ein US-Dancehit. Es wurde ursprünglich auf blauem Vinyl veröffentlicht, gilt als klassisches Beispiel des frühen House und wird noch heute in Clubs aufgelegt. Der Song stammt aus dem 1990 veröffentlichten Album Naked. Es enthält unter anderem auch die Lieder Running Up That Hill (Cover von Kate Bush) und Alive. In beiden ist David Gilmour an der Gitarre zu hören und in Letzterem Richard Wright an den Keyboards; zu Naked In The Rain und Alive gibt es Musikvideos. Neben diesen zwei Bandmitgliedern von Pink Floyd sind auf dem Album auch Guy Pratt, Tim Renwick und Garry Wallis zu hören.
Bis 1993 folgten weitere Singles, die besonders in Großbritannien Beachtung fanden. Die erfolgreichste Folgesingle war 1992 (Can You) Feel the Passion (Blue Pearls Antwort auf Playing with Knives von Bizarre Inc.), das bis auf Platz 14 der UK-Charts stieg. In den USA erreichte das albumlose Stück Platz 1 der Billboard Dance Music/Club Play Singles.
1998 platzierte sich ein Remix von Naked in the Rain in der englischen Hitparade und war somit der bis heute letzte Charthit Blue Pearls; das Original stammt aus dem 1990er Album Naked.

## Trivia
Auf Pink Floyds 2014er-Album The Endless River sind McBroom als Hintergrundsängerin und Glover (Youth) unter anderem als Co-Produzent vertreten.

## Diskografie

### Alben
| Jahr | Titel                        | Höchstplatzierung, Gesamtwochen, AuszeichnungChartplatzierungen (Jahr, Titel, Platzierungen, Wochen, Auszeichnungen, Anmerkungen) | Höchstplatzierung, Gesamtwochen, AuszeichnungChartplatzierungen (Jahr, Titel, Platzierungen, Wochen, Auszeichnungen, Anmerkungen) | Höchstplatzierung, Gesamtwochen, AuszeichnungChartplatzierungen (Jahr, Titel, Platzierungen, Wochen, Auszeichnungen, Anmerkungen) | Höchstplatzierung, Gesamtwochen, AuszeichnungChartplatzierungen (Jahr, Titel, Platzierungen, Wochen, Auszeichnungen, Anmerkungen) | Anmerkungen                                              |
| Jahr | Titel                        | DE | AT | CH | UK | Anmerkungen                                              |
| ---- | ---------------------------- | --- | --- | --- | --- | -------------------------------------------------------- |
| 1990 | Naked (EU) / Blue Pearl (US) | — | — | — | UK58 (2 Wo.)UK | Erstveröffentlichung: 19. November 1990 Produzent: Youth |

### Singles
| Jahr | Titel Album                  | Höchstplatzierung, Gesamtwochen, AuszeichnungChartplatzierungen (Jahr, Titel, Album, Platzierungen, Wochen, Auszeichnungen, Anmerkungen) | Höchstplatzierung, Gesamtwochen, AuszeichnungChartplatzierungen (Jahr, Titel, Album, Platzierungen, Wochen, Auszeichnungen, Anmerkungen) | Höchstplatzierung, Gesamtwochen, AuszeichnungChartplatzierungen (Jahr, Titel, Album, Platzierungen, Wochen, Auszeichnungen, Anmerkungen) | Höchstplatzierung, Gesamtwochen, AuszeichnungChartplatzierungen (Jahr, Titel, Album, Platzierungen, Wochen, Auszeichnungen, Anmerkungen) | Höchstplatzierung, Gesamtwochen, AuszeichnungChartplatzierungen (Jahr, Titel, Album, Platzierungen, Wochen, Auszeichnungen, Anmerkungen) | Anmerkungen |
| Jahr | Titel Album                  | DE | AT | CH | UK | Dance | Anmerkungen |
| ---- | ---------------------------- | --- | --- | --- | --- | --- | --- |
| 1990 | Naked in the Rain Naked      | DE21 (14 Wo.)DE | AT2 (14 Wo.)AT | CH15 (13 Wo.)CH | UK4 (15 Wo.)UK | Dance5 (9 Wo.)Dance | Erstveröffentlichung: 11. Juni 1990 Autoren: Durga McBroom, Martin Glover                                           |
| 1990 | Little Brother Naked         | DE75 (6 Wo.)DE | — | — | UK31 (5 Wo.)UK | — | Erstveröffentlichung: 22. Oktober 1990 Autoren: Durga McBroom, Guy Pratt, Martin Glover                             |
| 1992 | (Can You) Feel the Passion – | — | — | — | UK14 (9 Wo.)UK | Dance1 (12 Wo.)Dance | Erstveröffentlichung: 30. Dezember 1991 Autoren: Durga McBroom, Martin Glover                                       |
| 1992 | Mother Dawn –                | — | — | — | UK50 (2 Wo.)UK | — | Erstveröffentlichung: 13. Juli 1992 Autoren: Durga McBroom, Martin Glover                                           |
| 1993 | Fire of Love –               | — | — | — | UK71 (1 Wo.)UK | — | Erstveröffentlichung: 15. November 1993 Jungle High mit Blue Pearl Autoren: Ben Watkins, Durga McBroom, Johann Bley |
| 1998 | Naked in the Rain ’98 –      | — | — | — | UK22 (2 Wo.)UK | — | Erstveröffentlichung: 22. Juni 1998 Remix: Rob Button                                                               |

Weitere Singles
- 1990: Alive
- 2011: Take My Breath Away (Stadium feat. Blue Pearl; 9 mp3-Files; VÖ: 12. Dezember)

## Belege
1. 1 2  Chartquellen: Singles UK US